# Marko Mazeland
Marko P. Mazeland (Groningen, 26 februari 1953) was partijvoorzitter van de Pacifistisch Socialistische Partij (PSP).
Mazeland groeide op in Amsterdam. Vanaf 1971 was hij betrokken bij de PSP-gemeenteraadsfractie in Wageningen, waar hij huishoudkunde studeerde aan de Landbouwhogeschool. Hij was werkzaam in de automatisering toen hij in van 1983 tot 1987 voorzitter was van de PSP. Hoewel hij in 1987 wel verkiesbaar was voor het partijvoorzitterschap, werd hij verslagen door Saar Boerlage, die door de PSP-vrouwen en de PSP-jongeren naar voren werd geschoven om als eerste vrouw partijvoorzitter te worden van de PSP. PPR en CPN waren de PSP daarin voorgegaan.
Hij bleef lid toen de PSP opging in GroenLinks en werd voor die partij gemeenteraadslid in Rhenen tot 1998. Hij zegde in 1999 zijn lidmaatschap van GroenLinks op toen de partij verdeeld raakte over de NAVO-interventie in Kosovo en diverse voormalig PSP-leden de partij verlieten.
Mazeland is directeur van Datawerken IT BV, zijn hobby's zijn onder andere roeien en IJslanders, ook daar vervult hij bestuurlijke functies. Hij was directeur sport van de International Federation of Icelandic Horse Associations (FEIF).